# Kaija Mustonen
Kaija Marja Mustonen (Helsinki, 4 augustus 1941) is een voormalig Fins schaatsster. Zij kwam uit voor de vereniging Helsingin Luistinkiitäjät.
Kaija Mustonen nam twaalfmaal deel aan de twee internationale kampioenschappen die, tijdens haar loopbaan, voor vrouwen werden georganiseerd. Aan de wereldkampioenschappen nam zij tien keer deel en aan de Olympische Winterspelen twee keer, in 1964 en 1968.
Zij maakte op 16-jarige leeftijd haar internationale schaatsdebuut. Bij de WK van 1958 in Kristinehamn kwam ze niet verder dan een 12e plaats op de 1500 meter en een 20e plaats in het eindklassement. Tot en met 1963 deed Mustonen mee in de middenmoot met een beste prestatie tijdens het WK van 1960 met een 10e plaats. De ommekeer kwam bij de Winterspelen van 1964 in Innsbruck. Mustonen won zilver op de 1500 meter op gepaste afstand van winnares Lidia Skoblikova en brons was haar deel een dag later op de 1000 meter.
Op de wereldkampioenschappen allround die volgden eindigde Mustonen telkens in de top tien. Het podium heeft ze nooit mogen betreden, haar relatief mindere 500 meter was hier debet aan. Wel wist ze vier keer een bronzen afstandsmedaille te veroveren, op het WK van 1964 op de 1500m, op het WK van 1967 op de 1500 en 3000m en op het WK van 1968 op de 3000m.
Op de Winterspelen van 1968 in Grenoble liet Mustonen zien dat ze ook een afstand kon winnen. Op de 1500 meter liet ze in een nieuw olympisch record Carry Geijssen slechts 0,3 seconden achter zich, maar voldoende voor olympisch goud. Twee dagen later werd de Finse op de 3000 meter tweede op gepaste afstand van Ans Schut, maar nog net voor de andere Nederlandse favoriete, Stien Kaiser.
Tijdens haar carrière schaatste Kaija Mustonen - op alle afstanden, ook de 500 meter- in totaal 24 Finse records.

## Persoonlijke records
| Afstand    | Tijd   | Datum         | Baan   |
| ---------- | ------ | ------------- | ------ |
| 500 meter  | 45,6   | 2 maart 1968  | Inzell |
| 1000 meter | 1.31,5 | 10 maart 1968 | Inzell |
| 1500 meter | 2.20,1 | 2 maart 1968  | Inzell |
| 3000 meter | 5.00,7 | 10 maart 1968 | Inzell |

## Resultaten
| Jaar | NK Allround | WK Allround | Olympische Spelen                   |
| ---- | ----------- | ----------- | ----------------------------------- |
| 1958 |             | NC20        |                                     |
| 1959 |             |             |                                     |
| 1960 | Zilver      | 10e         |                                     |
| 1961 | Brons       | NC27        |                                     |
| 1962 | Goud        | 14e         |                                     |
| 1963 | Goud        | NC18        |                                     |
| 1964 | Goud        | 4e          | 13e 500m · 1000m · 1500m · 5e 3000m |
| 1965 | Goud        | 10e         |                                     |
| 1966 | Goud        | 5e          |                                     |
| 1967 | Goud        | 8e          |                                     |
| 1968 | Goud        | 5e          | 6e 500m · 4e 1000m · 1500m · 3000m  |

### Medaillespiegel
| Kampioenschap     | Goud · | Zilver · | Brons · |
| ----------------- | ------ | -------- | ------- |
| NK Allround       | 7      | 1        | 1       |
| Olympische Spelen | 1      | 2        | 1       |

1960: Lidia Skoblikova ·
1964: Lidia Skoblikova ·
1968: Kaija Mustonen ·
1972: Dianne Holum ·
1976: Galina Stepanskaja ·
1980: Annie Borckink ·
1984: Karin Enke ·
1988: Yvonne van Gennip ·
1992: Jacqueline Börner ·
1994: Emese Hunyady ·
1998: Marianne Timmer ·
2002: Anni Friesinger ·
2006: Cindy Klassen ·
2010: Ireen Wüst ·
2014: Jorien ter Mors ·
2018: Ireen Wüst ·
2022: Ireen Wüst